# Akira Emoto
Akira Emoto (柄本 明, Emoto Akira, Chūō, Tokio, 3 november 1948) is een Japanse acteur.

## Carrière
In 1999 won Emoto de Japanese Academy Award voor Beste Acteur voor zijn rol in Dr. Akagi. Daarnaast won hij ook de prijs voor de beste mannelijke bijrol bij de 7e Hochi Film Award voor Dotonbori River en Hearts and Flowers for Tora-san.

## Privéleven
Emoto's vrouw is de actrice Kazue Tsunogae, met wij hij twee zonen heeft. Zijn zonen zijn de acteurs Tasuku Emoto en Tokio Emoto.

## Filmografie (selectie)

### Televisie
| Jaar    | Titel                            | Rol                      | Notities    | Ref. |
| ------- | -------------------------------- | ------------------------ | ----------- | ---- |
| 1991    | Taiheiki                         | Kō no Moronao            | Taiga drama |      |
| 1995    | Hachidai Shōgun Yoshimune        | Tokugawa Munenao         | Taiga drama |      |
| 1999    | Genroku Ryōran                   | Shindō Genshirō          | Taiga drama |      |
| 2006    | Kōmyō ga Tsuji                   | Toyotomi Hideyoshi       | Taiga drama |      |
| 2009–11 | Saka no Ue no Kumo               | Nogi Maresuke            |             |      |
| 2012–17 | Folktales from Japan             | verteller                |             |      |
| 2013    | The Partner                      | Ōkuma Shigenobu          | tv-film     |      |
| 2017    | A Life                           | Toranosuke Danjō         |             |      |
| 2017    | Frankenstein's Love              | Toshifumi Tsurumaru      |             |      |
| 2017    | Silver and Gold                  | Hitoshi Kuramae          |             |      |
| 2018    | Segodon                          | Ryu Samin                | Taiga drama |      |
| 2018    | Good Doctor                      | Akira Shiga              |             |      |
| 2019    | Castle of Sand                   | Chiyokichi               | tv-film     |      |
| 2020    | Hanzawa Naoki                    | Keiji Minobe             | seizoen 2   |      |
| 2021    | Bullets, Bones and Blocked Noses | Chōsuke                  | miniserie   |      |
| 2022    | Teen Regime                      | Premier Tsuguaki Washida | miniserie   |      |
| 2022    | Lost Man Found                   | zichzelf                 |             |      |

## Onderscheidingen
- De Eremedaille met het paarse lint (2011)
- Orde van de Rijzende Zon, 4e klasse met gouden stralen en rozet (2019)